# René Guénon

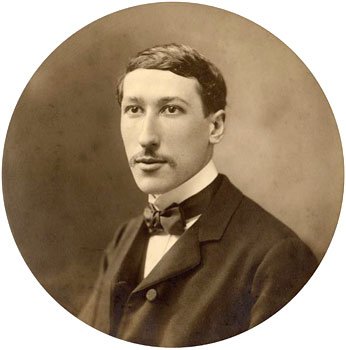
René Guénon (1925)

René Jean-Marie Joseph Guénon alias Abdel Wahid Yahia  عبد الواحد يحى (Blois, 15 november 1886 - Caïro, 7 januari 1951)  was een Frans-Egyptisch esotericus, ex-Martinist, soefi en vertegenwoordiger van de Integrale Traditie.

## Levensloop
Wegens zwakke gezondheid werd Guénon tot zijn twaalfde jaar thuis onderwezen. Vanaf 12 jaar ging hij school aan een openbare school, welke hij in 1903 beëindigde. Vervolgens studeerde hij wiskunde in Parijs, maar stapte later over op de filosofie.
In 1912 werd Guénon door Ivan Aguéli, alias Abdel Wahid, ingewijd in het soefisme en nam daarbij de soefinaam Abdel Wahid Yahia aan. In deze periode had Guénon ook al kennisgemaakt met de vrijmetselarij en verschillende occulte groeperingen. In hetzelfde jaar, 1912, trad hij in het katholiek ingezegende huwelijk met Berthe Loury. Na dit huwelijk begon hij met de publicatie van artikelen over christelijke symboliek, iconografie en Dante in een anti-vrijmetselaarstijdschrift. Zijn (afgewezen) dissertatie over leringen uit het Hindoeïsme en zijn eerste boek tegen de theosofie (Le Théosophisme: Histoire d'une pseudo-religion) voltooide hij in 1921.
In 1930 stierf zijn vrouw Loury, waarop Guénon naar Egypte trok. In Caïro hield hij zich bezig met de studie van het soefisme. In 1934 huwde hij hier, inmiddels de titel Sjeik dragende, de analfabete Fatma Hanem. Zij kregen twee dochters en een zoon, een vierde kind werd na Guénons dood geboren. In 1949 werd Guénon genaturaliseerd tot Egyptenaar.

## Invloed
Het werk van Guénon beïnvloedde met name de esoterici als Julius Evola en Arturo Reghini alsmede de oriëntalist Frithjof Schuon. Guénons invloedrijkste werk is La crise du monde moderne (De crisis van de moderne wereld). Guénon kan ook gezien worden als een van de voornaamste vertegenwoordigers van de zogenaamde "Traditionalistische school".

## Werk

#### In het Engels
- Introduction to the Study of the Hindu doctrines (Introduction générale à l'étude des doctrines hindoues, 1921)
- Theosophy: History of a Pseudo-Religion (Le Théosophisme – Histoire d'une pseudo-religion, 1921)
- The Spiritist Fallacy (L'erreur spirite, 1923)
- East and West (Orient et Occident, 1924)
- Man and his Becoming according to the Vedanta (L'homme et son devenir selon le Vêdânta, 1925)
- The Esoterism of Dante (L'ésotérisme de Dante, 1925)
- The King of the World (also published as Lord of the World, Le Roi du Monde, 1927)
- The Crisis of the Modern World (La crise du monde moderne, 1927)
- Spiritual Authority and Temporal Power (Authorité Spirituelle et Pouvoir Temporel, 1929)
- St. Bernard (Saint-Bernard, 1929)
- The Symbolism of the Cross (Le symbolisme de la croix, 1931)
- The Multiple States of the Being (Les états multiples de l'Être, 1932)
- Oriental Metaphysics (La metaphysique orientale, 1939)
- The Reign of Quantity and the Signs of the Times (Le règne de la quantité et les signes des temps, 1945)
- Perspectives on Initiation (Aperçus sur l'initiation, 1946)
- The Metaphysical Principles of the Infinitesimal Calculus (Les principes du calcul infinitésimal, 1946)
- The Great Triad (La Grande Triade, 1946)
- Initiation and Spiritual Realization (Initiation et réalisation spirituelle, 1952)
- Insights into Christian Esoterism (Aperçus sur l'ésotérisme chrétien, 1954)
- Symbols of Sacred Science (Symboles de la Science Sacrée, 1962)
- Studies in Freemasonry and Compagnonnage (Études sur la Franc-Maçonnerie et le Compagnonnage, 1964)
- Studies in Hinduism (Études sur l'Hindouisme, 1966)
- Traditional Forms and Cosmic Cycles (Formes traditionelles et cycles cosmiques, 1970)
- Insights into Islamic Esoterism and Taoism (Aperçus sur l'ésotérisme islamique et le Taoïsme, 1973)
- Reviews (Comptes rendus, 1973)
- Miscellanea (Mélanges, 1976)

#### Verzamelde werken in het Engels
- New English translation, 23 volumes, Sophia Perennis (publisher)

- East and West (paper, 2001; cloth, 2004)
- The Crisis of the Modern World (paper, 2001; cloth, 2004)
- The Esoterism of Dante (paper, 2003; cloth, 2005)
- The Great Triad (paper, 2001; cloth, 2004)
- Initiation and Spiritual Realization (paper, 2001; cloth, 2004)
- Insights into Christian Esoterism (paper, 2001; cloth, 2005)
- Insights into Islamic Esoterism and Taoism (paper, 2003; cloth, 2004)
- Introduction to the Study of the Hindu Doctrines (paper, 2001; cloth, 2004)
- The King of the World (paper, 2001; cloth, 2004)
- Man and His Becoming According to the Vedanta (paper, 2001; cloth, 2004)
- Metaphysical Principles of the Infinitesimal Calculus (paper, 2003; cloth, 2004)
- Miscellanea (paper, 2003; cloth, 2004)
- The Multiple States of the Being tr. Henry Fohr (paper, 2001; cloth, 2004)
- Perspectives on Initiation (paper, 2001; cloth, 2004)
- The Reign of Quantity and the Signs of the Times (paper, 2001; cloth, 2004)
- The Spiritist Fallacy (paper, 2003; cloth, 2004)
- Spiritual Authority and Temporal Power (paper, 2001; cloth, 2004)
- Studies in Freemasonry and the Compagnonnage (paper, 2005; cloth, 2005)
- Studies in Hinduism (paper, 2001; cloth, 2004)
- The Symbolism of the Cross (paper, 2001; cloth, 2004)
- Symbols of Sacred Science (paper, 2004; cloth, 2004)
- Theosophy, the History of a Pseudo-Religion (paper, 2003; cloth, 2004)
- Traditional Forms and Cosmic Cycles (paper, 2003; cloth, 2004)

#### In het Frans
- Introduction générale à l'étude des doctrines hindoues, Paris, Marcel Rivière, 1921, many editions.
- Le Théosophisme, histoire d'une pseudo-religion, Paris, Nouvelle Librairie Nationale, 1921, many editions.
- L'Erreur spirite, Paris, Marcel Rivière, 1923, many editions including: Éditions Traditionnelles. ISBN 2-7138-0059-5.
- Orient et Occident, Paris, Payot, 1924, many editions, including: Guy Trédaniel/Éditions de la Maisnie, Paris. ISBN 2-85829-449-6.
- L'Homme et son devenir selon le Vêdânta, Paris, Bossard, 1925, many editions, including: Éditions Traditionnelles. ISBN 2-7138-0065-X.
- L'Ésotérisme de Dante, Paris, Ch. Bosse, 1925, many editions, including: Éditions Traditionnelles, 1949.
- Le Roi du Monde, Paris, Ch. Bosse, 1927, many editions, including: Gallimard, Paris. ISBN 2-07-023008-2.
- La Crise du monde moderne, Paris, Bossard, 1927, many editions, including: Gallimard, Paris. ISBN 2-07-023005-8.
- Autorité spirituelle et pouvoir temporel, Paris, Vrin, 1929, many editions, including: (1952) Guy Trédaniel/Éditions de la Maisnie, Paris. ISBN 2-85-707-142-6.
- Saint Bernard, Publiroc, 1929, re-edited: Éditions Traditionnelles. Zonder ISBN.
- Le Symbolisme de la Croix, Véga, 1931, many editions, including: Guy Trédaniel/Éditions de la Maisnie, Paris. ISBN 2-85-707-146-9.
- Les États multiples de l'Être, Véga, 1932, many editions, including: Guy Trédaniel/Éditions de la Maisnie, Paris. ISBN 2-85-707-143-4.
- La Métaphysique orientale, Editions traditionnelles, 1939, many editions. This is the written version of a conference given at The Sorbonne University in 1926.
- Le Règne de la Quantité et les Signes des Temps, Gallimard, 1945, many editions.
- Les Principes du Calcul infinitésimal, Gallimard, 1946, many editions.
- Aperçus sur l'Initiation, Éditions Traditionnelles, 1946, many editions.
- La Grande Triade, Gallimard, 1946, many editions.
- Aperçus sur l'ésotérisme chrétien, Éditions Traditionnelles (1954). ISBN (?).
- Aperçus sur l'ésotérisme islamique et le taoïsme, Gallimard, Paris,(1973). ISBN 2-07-028547-2.
- Comptes rendus, Éditions traditionnelles (1986). ISBN 2-7138-0061-7.
- Études sur l'Hindouisme, Éditions Traditionnelles, Paris (1967). ISBN (?).
- Études sur la Franc-maçonnerie et le Compagnonnage, Tome 1 (1964) Éditions Traditionnelles, Paris. ISBN 2-7138-0066-8.
- Études sur la Franc-maçonnerie et le Compagnonnage, Tome 2 (1965) Éditions Traditionnelles, Paris. ISBN 2-7138-0067-6.
- Formes traditionnelles et cycles cosmiques, Gallimard, Paris (1970). ISBN 2-07-027053-X.
- Initiation et Réalisation spirituelle, Éditions Traditionnelles, 1952. ISBN 978-2-7138-0058-0.
- Mélanges, Gallimard, Paris (1976). ISBN 2-07-072062-4.
- Symboles de la Science sacrée (1962), Gallimard, Paris. ISBN 2-07-029752-7.
- Articles et Comptes-Rendus, Tome 1, Éditions Traditionnelles (2002). ISBN 2-7138-0183-4.
- Recueil, Rose-Cross Books, Toronto (2013). ISBN 978-0-9865872-1-4.
- Fragments doctrinaux, doctrinal fragments from Guénon's correspondence (600 letters, 30 correspondents). Rose-Cross Books, Toronto (2013). ISBN 978-0-9865872-2-1.
- Paris-Le Caire, correspondence with Louis Cattiaux, Wavre, Le Miroir d'Isis, 2011. ISBN 978-2-917485-02-6.